# Тальядаш
Тальядаш (порт. Talhadas)  —  район (фрегезия) в Португалии,  входит в округ Авейру. Является составной частью муниципалитета  Север-ду-Вога. Находится в составе крупной городской агломерации Большое Авейру. По старому административному делению входил в провинцию Бейра-Литорал. Входит в экономико-статистический  субрегион Байшу-Воуга, который входит в Центральный регион. Население составляет 1328 человек. Занимает площадь 29,12 км².